# Oksana Zabužko
Oksana Stefanivna Zabužko (ukrajinsko Окса́на Стефа́нівна Забу́жко), ukrajinska pisateljica, pesnica in esejistka, *19. september 1960, Luck, Ukrajina.
Izdala je dvajset knjižnih del različnih žanrov; svetovni preboj je dosegla s svojim prvim romanom z naslovom Terenske raziskave ukrajinskega seksa (1996), ki je preveden v številne jezike, vključno s slovenščino. Za roman Muzej pozabljenih skrivnosti je leta 2013 prejela nagrado angelus za najboljšo srednjeevropsko knjigo. V svojih delih se posveča predvsem ukrajinski samoidentifikaciji, postkolonialnim vprašanjem in feminizmu.

## Življenje
Zabužkova se je rodila 19. septembra 1960 v ukrajinskem mestu Luck. Njen oče Stefan (Stepan) Ivanovič Zabužko (1926–1983) je bil učitelj, literarni kritik in prevajalec, ki je prvi prevedel v ukrajinščino dela češkega avtorja Ilje Hurníka. Izkusil je represijo Stalinovega režima. Zaradi represivnih ukrepov proti ukrajinskim razumnikom, ki jih je režim začel izvajati septembra 1966, je morala družina Luck zapustiti; od leta 1968 so živeli v Kijevu.
Po pripovedovanju Zabužkove je filozofsko izobrazbo prejela že v družini. Filozofijo je študirala na Kijevski univerzi, kjer je leta 1987 tudi doktorirala iz estetike. Bila je mlada raziskovalka na Inštitutu za filozofijo Ukrajinske akademije znanosti. Bila je predavateljica na že več tujih univerzah. Leta 1992 je kot gostujoča pisateljica predavala na Univerzi Penn State. Leta 1994 je prejela Fulbrightovo štipendijo ter poučevala ukrajinsko književnost na Univerzi Harvard in v Pittsburghu. Bila je podpredsednica ukrajinskega Pena.
23. februarja 2022 se je odpravila na tridnevno promocijsko turnejo na Poljsko, vendar se zaradi izbruha vojne v Ukrajini ni mogla vrniti v domovino. 8. marca 2022 je kot prva nedržavljanka EU oziroma neuradnica nagovorila Evropski parlament v Strasbourgu med plenarnim zasedanjem. Spregovorila je o stiski svojih sodržavljanov, ki jih je napadla Rusija, in opozorila na Putinove ambicije.

## Delo
V svojih delih se posveča predvsem ukrajinski samoidentifikaciji, postkolonialnim vprašanjem in feminizmu. Izdala je dvajset knjižnih del različnih žanrov; na svetovno literarno sceno pa jo je povzdignil njen prvi roman Terenske raziskave ukrajinskega seksa (1996), ki je preveden v številne jezike, vključno s slovenščino. Roman je kultni status dosegel še preden se je znašel na policah knjigarn; po izidu je postal eden bolj kontroverznih in najbolje prodajanih ukrajinskih sodobnih romanov. Tako kritiška javnost kot bralstvo sta delo sprejela z mešanimi občutki. Gre za inovativno, provokativno in kompleksno feministično delo.
Za roman Muzej pozabljenih skrivnosti je leta 2013 prejela nagrado angelus za najboljšo srednjeevropsko knjigo.
Kot filozofinja in družbeno kritična mislica objavlja tudi eseje in neleposlovna dela.